# Liste der Gemeindeverbände im Département Deux-Sèvres
Das Département Deux-Sèvres liegt in der Region Nouvelle-Aquitaine in Frankreich. Es untergliedert sich in acht Gemeindeverbände.
Siehe auch: Liste der Gemeinden im Département Deux-Sèvres

## Gemeindeverbände

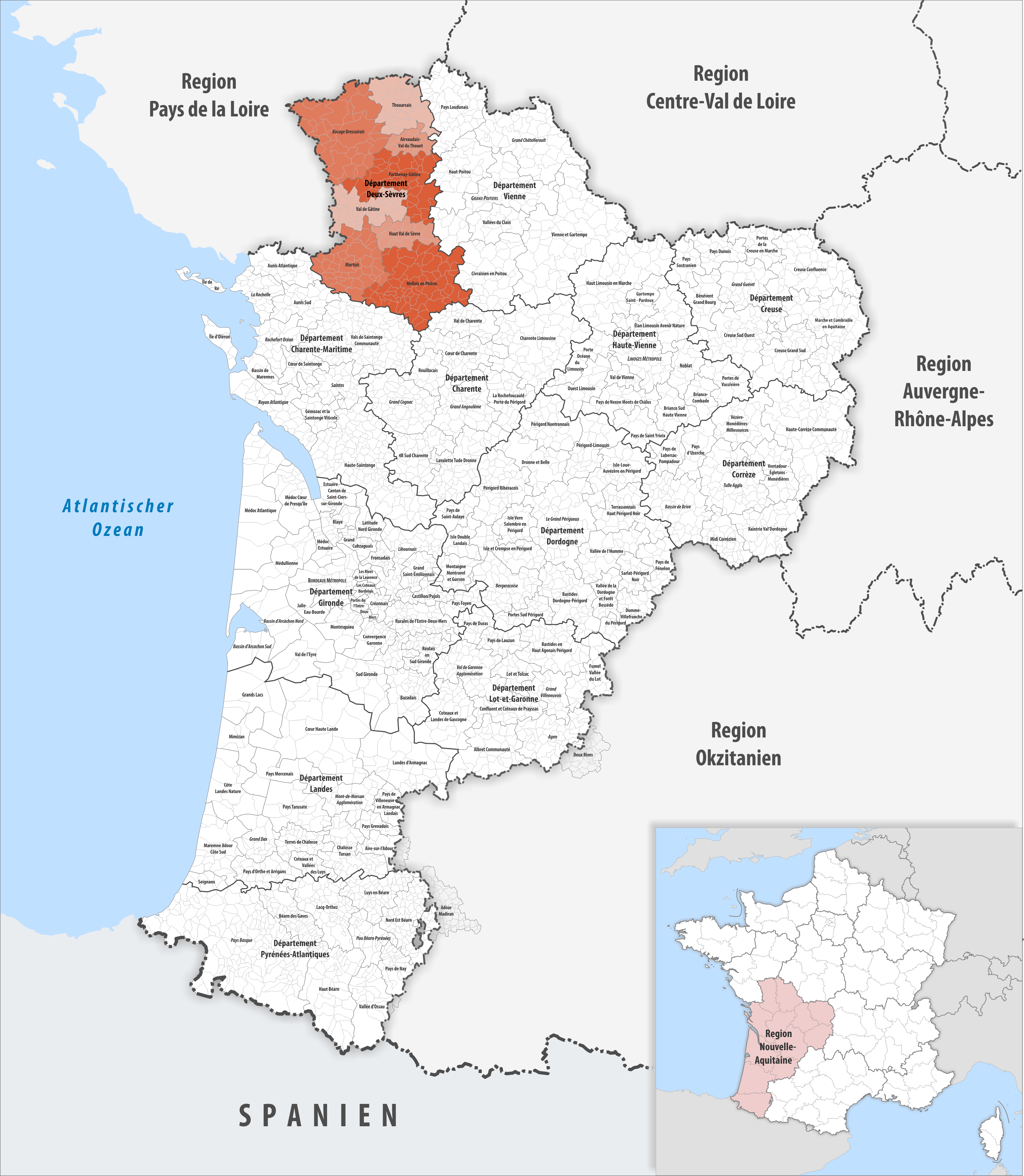
Gemeindeverbände im Département Deux-Sèvres

| Gemeindeverband          | Gemeinden im Départ./Verband | Einwohner 1. Januar 2022 | Fläche km² | Dichte Einw./km² | SIREN- Nummer | Rechtsform                 | Gründungsdatum    |
| ------------------------ | ---------------------------- | ------------------------ | ---------- | ---------------- | ------------- | -------------------------- | ----------------- |
| Airvaudais-Val du Thouet | 9/9                          | 6.913                    | 225,98     | 31               | 200 041 416   | Communauté de communes     | 1. Januar 2014    |
| Bocage Bressuirais       | 33/33                        | 74.140                   | 1.318,76   | 56               | 200 040 244   | Communauté d’agglomération | 1. Januar 2014    |
| Haut Val de Sèvre        | 19/19                        | 30.618                   | 346,30     | 88               | 200 041 994   | Communauté de communes     | 1. Januar 2014    |
| Mellois en Poitou        | 58/58                        | 46.490                   | 1.283,40   | 36               | 200 069 755   | Communauté de communes     | 30. November 2016 |
| Niortais                 | 40/40                        | 123.389                  | 815,35     | 151              | 200 041 317   | Communauté d’agglomération | 1. Januar 2014    |
| Parthenay-Gâtine         | 38/38                        | 36.926                   | 836,15     | 44               | 200 041 333   | Communauté de communes     | 1. Januar 2014    |
| Thouarsais               | 24/24                        | 35.369                   | 620,18     | 57               | 247 900 798   | Communauté de communes     | 22. Dezember 1998 |
| Val de Gâtine            | 31/31                        | 21.570                   | 553,23     | 39               | 200 069 748   | Communauté de communes     | 30. November 2016 |